# 悠遊字在
《悠遊字在》是新唐人亞太電視台製播的漢字動畫節目。內容講述漢字的起源、字背後的意義和演變過程。以動畫呈現字如何從甲骨文、金文、小篆、隸書演變到現在的楷書。並配合中華文化故事，傳達傳統做人做事的道理。獲得2008年行政院新聞局廣播電視小金鐘獎「最佳兒少動畫獎」、2016年中華民國國家通訊傳播委員會「適齡兒童電視節目標章」。台北市孔廟亦於2017年10月至12月4D劇院放映此節目，並舉辦親子學堂。

## 動畫特色
講述漢字的起源、字背後的意義和演變過程。以故事手法講述甲骨文與六書，並穿插中國古代的寓言故事。

## 獲獎內容
| 年份 | 頒獎典禮                             | 得獎獎項       | Gold |
| ---- | ------------------------------------ | -------------- | ---- |
| 2008 | 中華民國行政院新聞局廣播電視小金鐘獎 | 最佳兒少動畫獎 | 獲獎 |
| 2016 | 西班牙歐洲國際影展                   | 最佳動畫導演   | 獲獎 |
| 2016 | 西班牙製片人國際影展                 | 動畫佳作獎     | 獲獎 |
| 2016 | 加拿大及國際短片影展                 | 動畫傑出獎     | 獲獎 |
| 2016 | 俄羅斯巴尼國際影展                   | 最佳卡通獎     | 獲獎 |
| 2016 | 美國心域洛杉磯國際影展               | 最佳動畫金獎   | 獲獎 |
| 2017 | 俄羅斯歐亞國際影展                   | 最佳動畫       | 獲獎 |
| 2017 | 墨西哥國際影展                       | 銅獎           | 獲獎 |
| 2017 | 德國柏林閃爍影展                     | 榮譽獎         | 獲獎 |

## 外部連結
- 漢字動畫《悠遊字在》第二季DVD介紹及影片觀賞 （页面存档备份，存于）